# Морейра-де-Конегуш
Морейра-де-Конегуш (порт. Moreira de Cónegos)  —  район (фрегезия) в Португалии,  входит в округ Брага. Является составной частью муниципалитета  Гимарайнш. Находится в составе крупной городской агломерации Большое Минью. По старому административному делению входил в провинцию Минью. Входит в экономико-статистический  субрегион Аве, который входит в Северный регион. Население составляет 5828 человек на 2001 год. Занимает площадь 4,45 км².
Покровителем района считается Святой Пайю (порт. São Paio). 